# سنت-سیوران
سنت-سیوران (به فرانسوی: Saint-Civran) یک کمون در فرانسه است که در اندر واقع شده‌است.< سنت-سیوران ۱۱٫۶۱ کیلومتر مربع مساحت و ۱۷۹ نفر جمعیت دارد و ۲۲۰ متر بالاتر از سطح دریا واقع شده‌است.